# Candidatura de Doha a los Juegos Olímpicos de 2020
Doha 2020, (en árabe: 2020 الدوحة) fue una candidatura para los JJ.OO. de 2020 que fue enviada por la ciudad de Doha y por el Comité Olímpico de Catar.

## Historia
El 7 de agosto de 2008, Tamim bin Hamad Al Thani, Emir de Catar, reveló que Catar se postularía para los Juegos Olímpicos de 2020. Tamim, que además es presidente del COC (Comité Olímpico de Catar), dijo que ya habían aprendido de su anterior candidatura, que falló. El COI puso demasiadas pegas técnicas incluidas en ella el hecho de celebrar los juegos en octubre (Doha no quería celebrarlo en las fechas estipuladas, julio y agosto, debido a las altas temperaturas de ese periodo). En este tema se insistió mucho para la candidatura de 2016. Una vez dados los JJ.OO. a Brasil distintas ciudades del mundo empezaron a postularse para los juegos de 2020. El COI pidió a las ciudades que se postularon que la fecha de los juegos se situase entre el 15 de julio y el 31 de agosto de 2020, Doha, siguió insistiendo en que la fecha de los juegos olímpicos de Doha 2020 (en el caso de ser elegida como ciudad) tendría que ser en otoño, debido a un caluroso clima en verano. El COI y el equipo de la candidatura de Doha se reunieron en agosto de 2011 para tratar este tema y finalmente el COI cedió y otorgó a Doha la posibilidad de poder hacer los JJ.OO. de 2020 en otoño. Entonces, Doha hizo oficial la candidatura.
El tema del calor seguía preocupando a los miembros del COI, que mandaron a Doha realizar una serie de normas que no pusieran en peligro la salud de los atletas. Además se obligó a Doha que las gradas tuvieran una protección contra el calor. El COI también pregunto a sus médicos acerca de los deportes que se hicieran al aire libre y los médicos les aconsejaron que esos deportes se realizasen a la madrugada y al anochecer.
Doha 2020 reveló el logotipo, eslogan y sitio web el 10 de febrero de 2012. El eslogan fue "Ispiring Change" (Cambio inspirador) que alude a los cambios realizados en el Medio Oriente en los últimos años.
El logotipo se inspira directamente en la palabra árabe Doha (ad-dawha) que se traduce como “el árbol cultivado” referencia a la generosidad y el cuidado en la poesía árabe.El logotipo utiliza los colores olímpicos pero añade el púrpura, color de la bandera de Qatar.

## Candidatura fallida
El 23 de mayo, el COI seleccionaba a Madrid, Estambul y Tokio como ciudades candidatas, dejando a Doha, entre otras, fuera del proceso de selección.